# Vahldorf
Vahldorf is een plaats in de Duitse gemeente Niedere Börde. De gemeente ligt in de Landkreis Börde in de deelstaat Saksen-Anhalt. Vahldorf telt 494 inwoners (2007).